# کلارسونا (کالیفرنیا)
کلارسونا (به انگلیسی: Clarsona) یک منطقهٔ مسکونی در ایالات متحده آمریکا است که در شهرستان آمادور، کالیفرنیا واقع شده‌است. کلارسونا ۸۳ متر بالاتر از سطح دریا واقع شده‌است.